# Теория внимания Л. С. Выготского
Теория внимания Л. С. Выготского — теория, предложенная советским психологом Львом Семёновичем Выготским, согласно которой стимулами внимания являются внешние средства (знаки со стороны других людей).

## Внимание по Выготскому
Л. С. Выготский определяет две линии развития и становления внимания как в индивидуальном, так и общественно-историческом аспекте:
- внимание как натуральная психическая функция, обусловленная органическим развитием ребёнка, созреванием его нервной системы, которая доминирует в развитии внимания в первые годы жизни. Проявлением этой функции является непроизвольное внимание.
- внимание как высшая психическая функция формируется в процессе культурного развития ребёнка (в ходе приёмов произвольного направления внимания и его удержания). Оно начинает формироваться у ребенка при первом же контакте со взрослыми вокруг него. Ребёнок учится регулировать свое внимание и управлять им.

Внимание, как и любая психическая функция, имеет следующие свойства: социальность, произвольность, опосредованность и системность.

## Теория внимания Л. С. Выготского
Советский психолог Л. С. Выготский считал, что историю развития внимания ребёнка можно сравнить с историей развития организованности его поведения, а для постижения смысла генетического понимания этого феномена необходимо обратиться к окружающей ребёнка среде. Потому, как произвольное внимание рождается от воздействия ряда стимулов и средств, которые направляют и руководят вниманием ребёнка. К этим стимулам можно отнести окружающие предметы, привлекающие внимание ребёнка своими яркими необычными характеристиками. Впоследствии ребёнок сам научится управлять своим вниманием.
Таким образом, Л. С. Выготский обосновал теорию развития внимания, в которой придал последнему статус культурного развития. По мнению учёного, ребёнок может усвоить (при помощи взрослого) ряд искусственных стимулов (знаков), через которые он в дальнейшем будет управлять своим поведением и вниманием.
Итак, последовательность культурного развития внимания по Л.С. Выготскому обусловлена воздействием взрослого на ребёнка, далее он сам начинает взаимодействовать с окружающим миром, то есть воздействовать на взрослых и наконец, на себя.
По мере взросления у ребёнка улучшаются свойства внимания, но, тем не менее, внешне опосредствованное внимание развивается намного быстрее. И только в школьном возрасте у ребёнка наблюдается преобладание внутренне опосредствованного внимания.
Произвольное и непроизвольное внимание имеют значительные отличия в период дошкольного возраста, а к семи годам достигают максимума. Тем не менее, эти отличительные характеристики постепенно исчезают, обнаруживая тенденцию к уравниванию. Из чего можно заключить, что система внешних воздействий на произвольное внимание понемногу превращается во внутреннюю.
Л. С. Выготский рассматривает двойной ряд стимулов, которые вызывают внимание с первых дней жизни ребёнка. К первому ряду стимулов учёный относит окружающие предметы, привлекающие внимание малыша. Ко второму ряду он причисляет речь взрослого человека, выступающая первоначально в роли стимулов-указаний, посредством которых направляется непроизвольное внимание ребёнка. Из этого следует, что внимание малыша в большей степени становится направляемым с помощью слов-стимулов.
Овладевая связной речью, ребёнок учится управлять собственным вниманием, прежде всего в отношении других людей, управляя их внимание своей речью, затем уже и в отношении самого себя.
Л. С. Выготский полагал, что язык, являясь средством направления внимания и указателем к формированию представлений, играет значимую роль для педагогики, потому как, именно посредством слов ребёнок входит в сферу межличностного общения, где и происходит его личностное развитие.
Произвольное внимание, направляемое речью взрослого, становится для ребёнка средством внешнего дисциплинирования. И только через время ребёнок начинает регулировать своё поведение, переходя таким образом, к произвольному вниманию.

## Критика идей Л. С. Выготского
Наряду с существованием смелых идей теории учёного, имеет место также яростное осуждение и критика его исследований. Многие зарубежные и отечественные учёные ( Эдвард Саид, Дж. Верч, П. Кайлер, Д. Эльконин, А.Ясницкий, Д. Роббинс и др.) видят в теории Выготского каждый свои неточности и изъяны, поскольку теория испытала значительные изменения в процессе имплементации в разрезе многообразия контекстов.
Эдвард Саид, например, отметил, что теория Выготского, оказавшись в новой среде, трансформируется в результате изменения пространства и времени.
А. Ясницкий настаивает на своей точке зрения, что терминологическое разнообразие и непостоянство теории Выготского обусловливают непрекращающийся поиск подходящих дескрипторов для программы исследования.
Теория предложенная Л. С. Выготским противоречит теории французского психолога Т. Рибо, который утверждал, что внимание связано с эмоциями и вызывается только ими. Он уверенно подчёркивал зависимость между произвольным вниманием и эмоциями, предполагая, что активность и продолжительность внимания непосредственно зависят от интенсивности и продолжительности эмоциональных состояний. Т. Рибо обосновал моторную теорию внимания, заключающуюся в том, что главная роль в процессах внимания отводится движению, а не речи, как отмечает Выготский.